# Dan Iuga
Daniel Iuga, detto Dan (Târgu Ocna, 13 novembre 1945), è un ex tiratore a segno rumeno naturalizzato statunitense.

## Palmarès

### Olimpiadi
- 1 medaglia:
  - 1 argento (Monaco di Baviera 1972 nella pistola 50 metri)